# Dossinger Tal
Das Dossinger Tal ist ein Trockental auf dem Gebiet der baden-württembergischen Stadt Neresheim im Ostalbkreis. Teile des nach dem Weiler Dossingen benannten Tales sind zudem ein Naturschutzgebiet und ergänzend ein Landschaftsschutzgebiet.

## Lage

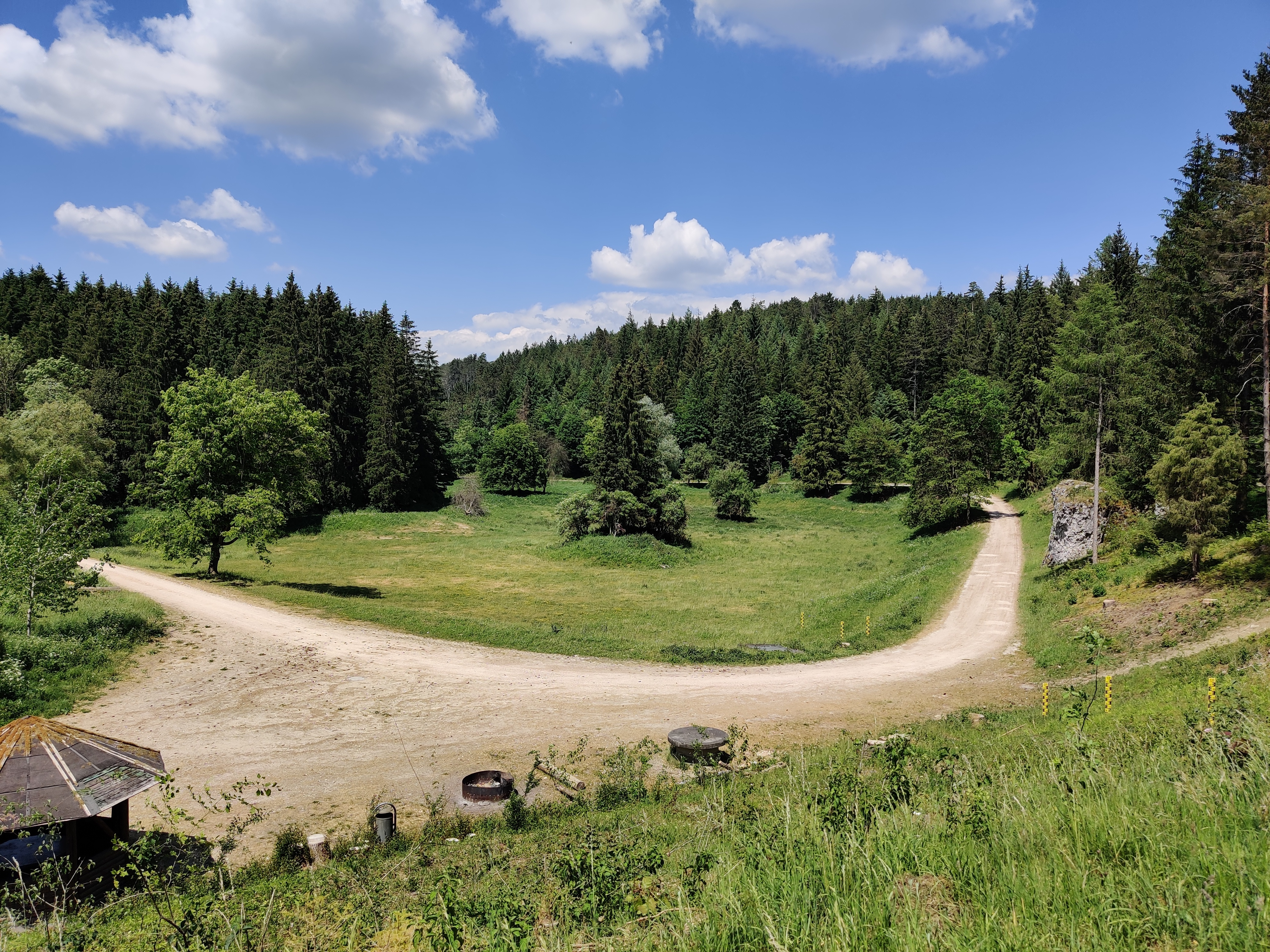
Blick vom Staudamm in das Staubecken des HRB Dorfmerkinger Tal

Das Dossinger Tal, welches in seinem oberen Bereich auch Dorfmerkinger Tal genannt wird, erstreckt sich von Dorfmerkingen über Dossingen bis zum westlichen Ortsrand von Neresheim, wo es in das von Großkuchen im Westen kommende und weiter noch Osten ziehende Kuchener Tal mündet.
Im Tal befindet sich zwischen Dorfmerkingen und Dossingen ein Hochwasserrückhaltebecken mit dem Namen „Dorfmerkinger Tal“, welches in den 1960er Jahren aufgrund der Hochwassergefahr in Dossingen angelegt wurde. Es wird in der Umgangssprache gemeinhin als „Dossinger See“ bezeichnet, auch wenn es heutzutage keinen Dauerstau mehr gibt. Das Becken wird von zwei Fließgewässern gespeist, dem Elchinger Bach und dem Bach im Dossinger Tal. Diese Bäche sind jedoch aufgrund der starken Verkarstung der Schwäbischen Alb nur bei sehr starken Regenfällen und bei der Schneeschmelze wasserführend.

## Schutzgebiete
Das Gebiet wurde mit Verordnung des Regierungspräsidiums Stuttgart vom 31. August 1984 als Naturschutzgebiet ausgewiesen und hat eine Größe von 22,6 Hektar. Es wird unter der Schutzgebietsnummer 1.124 geführt. Der CDDA-Code für das Naturschutzgebiet lautet 162790 und entspricht der WDPA-ID. Die Ausweisung als Landschaftsschutzgebiet erfolgte mit Verordnung des damaligen Landkreises Aalen vom 5. Dezember 1968. Der CDDA-Code für das LSG lautet 320420. 

### Lage
Das Naturschutzgebiet besteht aus drei Teilen und liegt unmittelbar an den Ort anschließend nordwestlich des Neresheimer Ortsteils Dorfmerkingen. Es wird ergänzt vom gleichnamigen, 22 Hektar großen Landschaftsschutzgebiet Nr. 1.36.008 Dossinger Tal. Außerdem liegt es im 3.363 Hektar großen FFH-Gebiet Nr. 7327-341 Härtsfeld. 
Das NSG Dossinger Tal liegt im Naturraum 096.32-Inneres Härtsfeld, Teil des Naturraums 096-Albuch und Härtsfeld. Dieser liegt innerhalb der naturräumlichen Haupteinheit 09-Schwäbische Alb.

### Schutzzweck
Beim Dossinger Tal handelt es sich um das eindrucksvollste, am schroffsten eingeschnittene Trockental des Härtsfelds. Schutzzweck ist der Schutz der Hänge im Dossinger Tal mit überdurchschnittlichem Reichtum an licht- und trockenheitsliebender Flora (Steppenheide, Steppenheidewald, Schafweide) und Fauna sowie der eindrucksvollen Felsbildungen.